# Mitologia àrab
La mitologia àrab comprèn les creences antigues dels àrabs. Abans de l'arribada i codificació inicial de l'islam a la Península Aràbiga l'any 622 de l'era cristiana, any 1 del calendari islàmic, el centre físic de l'islam, la Kaba de la Meca, no tan sols contenia l'únic símbol de Déu, tal com ho fa ara, sinó que estava coberta de símbols que representaven una miríada de dimonis, genis, semidéus i altres criatures variades que mostraven l'ambient profundament politeista de l'Aràbia preislàmica. Es pot inferir d'aquesta pluralitat un context excepcionalment ampli en el que la mitologia va poder aflorar. Els símbols foren destruïts el 630 a rel de la conquesta de La Meca de Mahoma.